# Acinonyx jubatus hecki
Acinonyx jubatus hecki, comummente conhecida como chita-do-noroeste-africano, é uma subespécie de chita  que ocorre na região noroeste da África. Está distribuída principalmente na Argélia, Níger, Benim e Burkina Faso.

## Habitat e Ecologia
As chitas-do-noroeste-africano são geralmente solitários e semi-nômades. Também formam pequenos grupos, geralmente por uma mãe e seus filhotes ou uma coligação dos machos que têm uma área que as vezes é pequena. As áreas das fêmeas estão localizadas em áreas ricas em presas, o que, por sua vez, podem ser ocupar parte dos territórios dos machos.
Uma das principais presas das chitas-do-noroeste-africano é a gazela-de-thomson. Outras presas são impalas, e por vezes, pequenos ungulados que habitam a região.

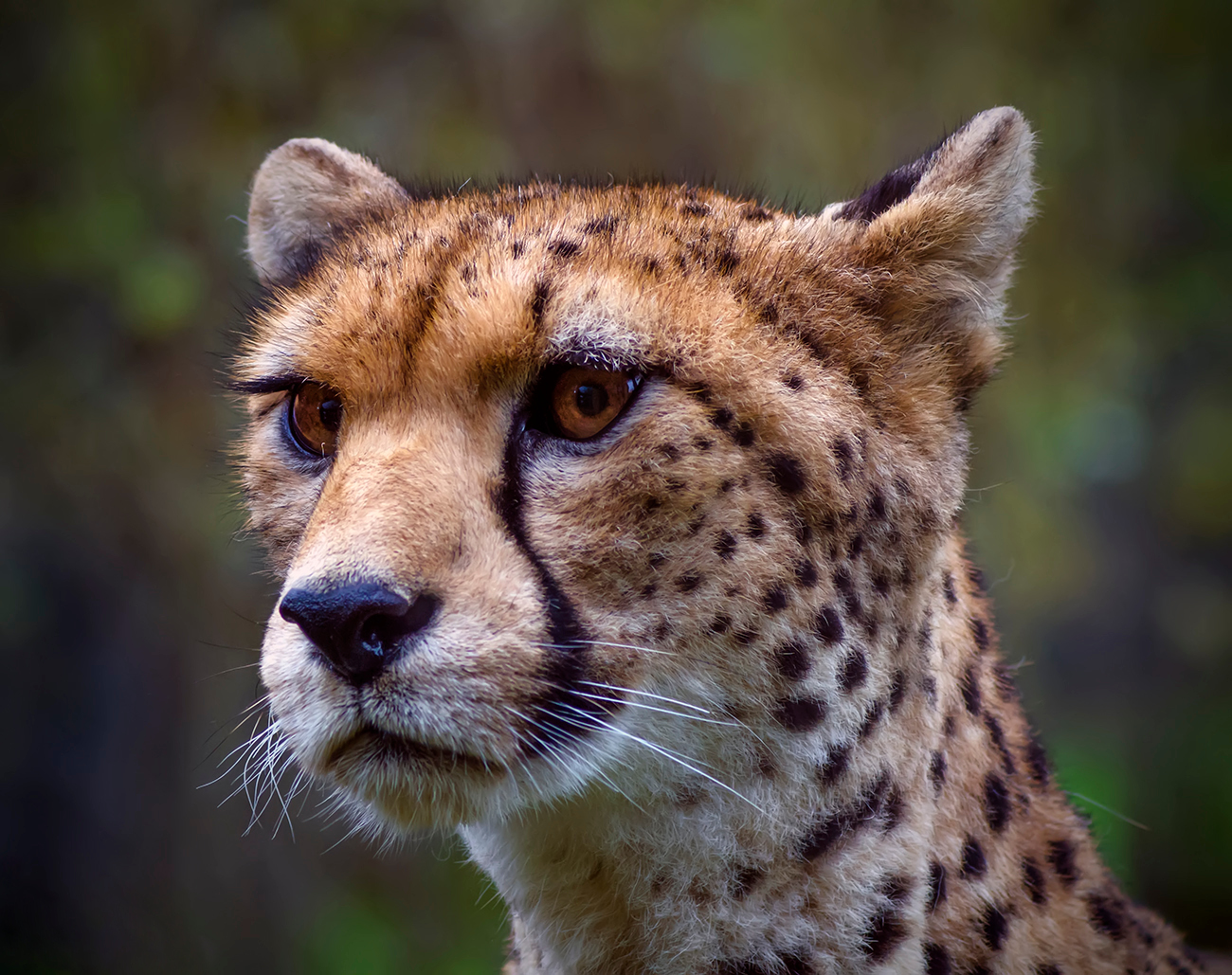
Guepardo do noroeste da África visto na Argélia